# Poiana (okręg Vrancea)
Poiana – wieś w Rumunii, w okręgu Vrancea, w gminie Vrâncioaia. W 2011 roku liczyła 639
mieszkańców.